# ماتریس نرخ انتقال
در نظریه احتمال ماتریس نرخ انتقال (همچنین شناخته شده به عنوان یک ماتریس شدت  یا ماتریس مولد بی‌نهایت کوچک) آرایه‌ای از اعداد است که نرخ حرکت بین حالات زنجیره‌ای مارکوف زمان پیوسته را توصیف می‌کند.
در ماتریس نرخ انتقال Q (گاهی اوقات A هم نوشته می‌شود) عنصر qij که (i ≠ j) نشان دهنده نرخ خروج از حالت i و رسیدن به حالت j می‌باشد. عناصر قطر اصلی ماتریس به صورت زیر تعریف می‌شوند:
{\displaystyle q_{ii}=-\sum _{j\neq i}q_{ij}.}
و بنابراین مجموع هر سطر از ماتریس صفر است.

## تعریف
شرایط زیر در ماتریس Q یا (qij) برقرار می‌باشند:
1. {\displaystyle 0\leq -q_{ii}<\infty }
2. {\displaystyle 0\leq q_{ij}:\mathrm {for} \;i\neq j}
3. {\displaystyle \sum _{j}q_{ij}=0:\mathrm {for} \;\mathrm {all} \;i}

این تعریف را می‌توان به عنوان لاپلاسین گراف وزن دار و جهت دار که راس‌هایش متناظر با حالت‌های زنجیره مارکوف هستند، تفسیر نمود.

## مثال
به عنوان مثال صف M/M/1 - در این مدل تعداد کارهای موجود در صف سیستم شمارش خواهند شد، که نرخ ورود کارها λ و نرخ سرویس دهی به کارها μ می‌باشد- دارای ماتریس نرخ انتقال زیر می‌باشد:
{\displaystyle Q={\begin{pmatrix}-\lambda &\lambda \\\mu &-(\mu +\lambda )&\lambda \\&\mu &-(\mu +\lambda )&\lambda \\&&\mu &-(\mu +\lambda )&\lambda &\\&&&&\ddots \end{pmatrix}}.}